# Liste von Cembalisten

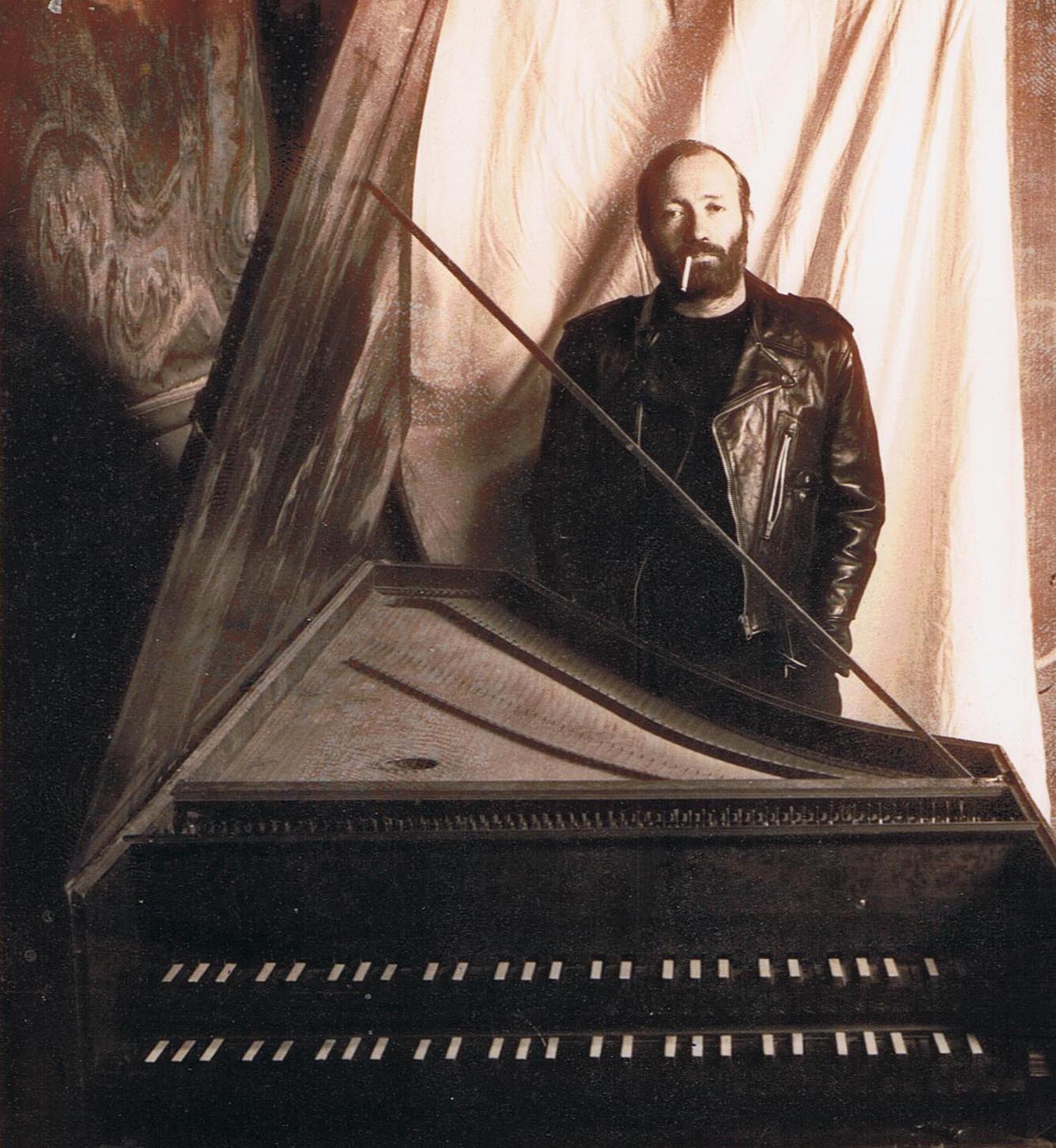
Scott Ross an einem Cembalo

Siehe auch: Cembalo

## Historisch
- Isolde Ahlgrimm (1914–1995)
- Carl Philipp Emanuel Bach (1714–1788)
- Odile Bailleux (1939–2024)
- Gerard Bunk (1888–1958)
- François Couperin (1668–1733)
- Marguerite-Antoinette Couperin (1705–1778)
- Alan Curtis (1934–2015)
- Jörg Ewald Dähler (1933–2018)
- Arnold Dolmetsch (1858–1940)
- Huguette Dreyfus (1928–2016)
- Kenneth Gilbert (1931–2020)
- Eta Harich-Schneider (1897–1986)
- Christopher Hogwood (1941–2014)
- August Humer (1947–2007)
- Christiane Jaccottet (1937–1999)
- Igor Kipnis (1930–2002)
- Ralph Kirkpatrick (1911–1984)
- Robert Kohnen (1932–2019)
- Eberhard Kraus (1931–2003)
- Johann Balthasar Kehl (1725–1778)
- Élisabeth Jacquet de La Guerre (1665–1729)
- Wanda Landowska (1879–1959)
- Gustav Leonhardt (1928–2012)
- Julia Menz (1901–1944)
- Eduard Müller (1912–1983)
- Gordon Murray (1948–2017)
- Fritz Neumeyer (1900–1983)
- Edith Picht-Axenfeld (1914–2001)
- Hans Pischner (1914–2016)
- Jean-Philippe Rameau (1683–1764)
- Ludger Rémy (1949–2017)
- Karl Richter (1926–1981)
- Scott Ross (1951–1989)
- Hugo Ruf (1925–1999)
- Zuzana Růžičková (1927–2017)
- Joop Schrier (1918–1995)
- Vera Schwarz (1929–1980)
- Anna Barbara Speckner (1902–1995)
- Helmut Walcha (1907–1991)
- Wilhelmine von Bayreuth (1709–1758)
- Edith Weiss-Mann (1885–1951)
- Andrei Michailowitsch Wolkonski (1933–2008)
- Ruth Zechlin (1926–2007)
- Norbert Zeilberger (1969–2012)

## Aktuell
- Hansjörg Albrecht (* 1972)
- Bob van Asperen (* 1947)
- Pieter-Jan Belder (* 1966)
- Léon Berben (* 1970)
- Hedwig Bilgram (* 1933)
- Jörg-Andreas Bötticher (* 1964)
- Michael Borgstede (* 1976)
- Christian Brembeck (* 1960)
- John Butt (* 1960)
- Andrés Cea Galán (* 1965)
- Jesper Bøje Christensen (* 1944)
- Marie-Louise Dähler
- Jean-Christophe Dijoux (* 1982)
- Michael Eberth (* 1959)
- Richard Egarr (* 1963)
- Freddy Eichelberger (* 1961)
- Matthias Eisenberg (* 1956)
- Mahan Esfahani (* 1984)
- Vital Julian Frey (* 1979)
- Hans Eugen Frischknecht (* 1939)
- Michael Fuerst
- Anne Galowich (* 1974)
- Lorenzo Ghielmi (* 1959)
- Antoine Bailleux, französischer Verleger des 18. Jahrhunderts
- Wolfgang Glüxam (1958–2020)
- Roland Götz (* 1939)
- Frédérick Haas (* 1969)
- Tamar Halperin (* 1976)
- Jörg Halubek (* 1977)
- Gerald Hambitzer (* 1957)
- Pierre Hantaï (* 1964)
- Ketil Haugsand (* 1947)
- Robert Hill (* 1953)
- Jos van Immerseel (* 1945)
- Alexandra Ivanova (* ≈1984)
- Keith Jarrett (* 1945)
- Jan Katzschke (* 1972)
- Bernhard Klapprott (* 1964)
- Tobias Koch (* 1968)
- Ton Koopman (* 1944)
- Eckhart Kuper (* 1961)
- Roberto Loreggian (* 1967)
- Václav Luks (* 1970)
- Andrea Marcon (* 1963)
- Chiara Massini (* 1971)
- Zvi Meniker (* 1964)
- Matteo Messori (* 1976)
- Mitzy Meyerson
- Egon Mihajlović (* 1972)
- Oscar Milani (* 1946)
- Lars Ulrik Mortensen (* 1955)
- Nikolaus Newerkla (* 1974)
- Hervé Niquet (* 1957)
- Edward Parmentier
- Trevor Pinnock (* 1946)
- Alexander Puliaev (* 1962)
- Franz Raml (* 1964)
- Siegbert Rampe (1964–2025)
- Ludger Rémy (1949–2017)
- Beate Röllecke
- Jean Rondeau (* 1991)
- Christophe Rousset (* 1961)
- Lajos Rovatkay (* 1933)
- Christine Schornsheim (* 1959)
- Skip Sempé (* 1958)
- Johannes Skudlik (* 1957)
- Andreas Staier (* 1955)
- Johann Sonnleitner (* 1941)
- Hildegund Treiber (* 1959)
- Jürgen Trinkewitz (* 1964)
- Joachim Vogelsänger (* 1958)
- Jan Weinhold (* 1967)
- Peter Waldner (* 1966)